# Land of Confusion
Land of Confusion (englisch für „Land der Verwirrung“) ist ein Lied der britischen Rockband Genesis. Es erschien im Juni 1986 als Teil des Albums Invisible Touch sowie im Oktober desselben Jahres als Single.

## Entstehung und Veröffentlichung
Das Lied wurde von den Genesis-Mitgliedern Tony Banks, Phil Collins und Mike Rutherford getextet, komponiert sowie produziert. Bei der Produktion bekam die Band Unterstützung durch Hugh Padgham.
Die Erstveröffentlichung von Land of Confusion erfolgte am 6. Juni 1986 bei Virgin Records als Teil von Invisible Touch (Katalognummer: 7 81641-2), dem 13. Studioalbum von Genesis. Im Oktober desselben Jahres erschien das Lied als dritte Singleauskopplung aus dem Album. Diese erschien zunächst als 7″-Single bei Atlantic in den Vereinigten Staaten, mit der B-Seite Feeding the Fire (Katalognummer: 7-89336). Die gleiche Singleausführung erschien schließlich im November bei Virgin Records auch in Europa (Katalognummer: 108 632). Zur gleichen Zeit erschien eine 12″-Single (Katalognummer: 608 632), die um eine „Extended Version“ erweitert wurde, sowie eine CD-Maxi-Single (Katalognummer: SNEG 3-12), die wiederum um den Titel Do the Neurotic erweitert wurde. Das allgemeine Frontcover zeigt eine Schwarzweißfotografie der Spitting-Image-Köpfe der drei Bandmitglieder im Stile des zweiten Studioalbums With the Beatles der Beatles. Eine neu gemasterte Version („digitally remastered“) kam am 1. Juni 2007 in den Handel.

## Inhalt
Das Lied ist in der Tonart es-Moll im 4/4-Takt komponiert und hat ein Tempo von 115 Schlägen pro Minute.

Der Liedtext thematisiert das politische Klima aus Angst und Aggression und „einem drohenden nuklearen Inferno“ während des Kalten Krieges in der Ära von Reagan – Thatcher – Gorbatschow. Phil Collins beschrieb das Lied als “A political song about the mess we have landed in.” Mike Rutherford bezeichnete das Stück als „80er-Jahre-Protestsong“ und gab zu, „so offen wie in diesem Song habe ich mich nie wieder öffentlich erklärt. Meine Kommentare sind sonst kurz und beiläufig.“ Er bewertete den von ihm verfassten Liedtext wie folgt:

“It’s about how we live in a very nice world, and what a mess we’re making of it. How it should all be so easy and it’s all so difficult.”

„Hier geht es darum, dass wir in einer sehr schönen Welt leben und diese zu Grunde richten. Wie alles so einfach sein könnte und wie schwierig doch alles ist.“

## Musikvideo

### Allgemeines
Bekannt wurde das Lied maßgeblich durch das dazugehörige Musikvideo, das ausgiebig vom Musiksender MTV gesendet wurde und entsprechend viel Airplay bekam. In dem Musikvideo spielen Karikatur-Puppen aus Latex von der britischen Fernsehshow Spitting Image. Nachdem Sänger und Schlagzeuger Phil Collins die Karikaturfigur von sich in der Fernsehsendung gesehen hatte, beauftragte er die Show-Erfinder Peter Fluck und Roger Law, auch von den anderen beiden Bandmitgliedern Puppen anfertigen zu lassen. Die Regie des Musikvideos führten der britische Fernsehproduzent John Lloyd und der US-amerikanische Regisseur Jim Yukich. John Blair produzierte das Stück.

### Handlung
Das Video beginnt mit den Spitting-Image-Figuren von US-Präsidenten Ronald Reagan und dessen Ehefrau Nancy Reagan sowie einem Schimpansen (eine Parodie auf Reagans Spielfilm Bedtime for Bonzo aus dem Jahr 1951), die um 16:30 zusammen ins Bett gehen. Nancy ist vertieft in die unautorisierte Biografie His Way von Kitty Kelley über den US-amerikanischen Entertainer Frank Sinatra (1915–1998), in dem dessen Verhältnis mit der Schauspielerin Nancy (damals mit Nachnamen) Davis vor ihrer Hochzeit mit Ronald Reagan thematisiert wird.
Ronald schläft mit einem Teddybär im Arm ein und erlebt einen Albtraum, der den Rahmen für das restliche Video bildet. Das Video zeigt mit Unterbrechungen marschierende Stiefel, die eine durch den Sumpf stapfende Armee illustrieren (eine Anspielung auf den Horrorfilm Hotel zur Hölle aus dem Jahr 1980). Karikaturversionen der Bandmitglieder werden gezeigt, wie sie ihre Instrumente auf einer Konzertbühne spielen: Tony Banks hinter einer Anordnung mehrere Synthesizer (sowie einer Registrierkasse voller Kekse), Mike Rutherford an einer Vierhalsgitarre (eine Parodie auf dessen Doppelrolle als Lead- und Bassgitarrist) und zwei Phil-Collins-Puppen: je eine am Schlagzeug und am Mikrofon.
Während der zweiten Strophe zeigt das Video verschiedene Staatsführer, wie sie eine Rede auf einer großen Videoleinwand vor einem Massenpublikum halten. Das Video zeigt die Staatsführer Benito Mussolini, Ayatollah Chomeini, Michail Sergejewitsch Gorbatschow mit seinen Gehilfen (die wie Sinatras Rat Pack erscheinen), und Muammar al-Gaddafi. Währenddessen zieht Reagan ein Superman-Kostüm an und rennt damit los, während Collins singt:
| Oh Superman where are you now When everything’s gone wrong somehow The men of steel, the men of power Are losing control by the hour. | Oh Superman, wo bist du jetzt Da alles irgendwie schiefgelaufen ist Die Männer aus Stahl, die Männer mit Macht Verlieren stündlich mehr die Kontrolle |

Zwischendrin wird der schlafende Reagan gezeigt, wie er in seinem eigenen Schweiß ertrinkt, während ein Quietscheentchen vorbeitreibt.
Während der Bridge schauen der als Superman kostümierte Reagan und ein Monoclonius-artiger Dinosaurier eine Fernsehsendung mit verschiedenen Videoclips (vermutlich aus der Spitting Image-Show selbst), darunter der Fernseh-Entertainer Johnny Carson, der Nachrichtensprecher Walter Cronkite, US-Präsident Richard Nixon, der Schauspieler Leonard Nimoy als Mr. Spock mit einem Zauberwürfel und der Entertainer Bob Hope – der erste sichtbare Clip ist ein Kuriosum, er zeigt wie Erich Honecker von Helmut Kohl mit einer Banane geschlagen wird.
Dies geht über in eine Sequenz, die vermutlich in prähistorischen Zeiten angesiedelt ist. Ein Monoclonius-artiger und ein theropodartiger Dinosaurier (eine Krawatte tragend) treffen sich mit Ronald und Nancy Reagan, ein eher seltsames Säugetier isst ein Ei und liest eine Tageszeitung. Am Ende der Sequenz wirft der Affe vom Prolog einen Knochen in die Luft, eine Anspielung auf den Science-Fiction-Film 2001: Odyssee im Weltraum aus dem Jahr 1968. Als der Knochen wieder zu Boden fällt, gibt es einen Schnitt und Collins fängt einen Telefonhörer auf, den er nutzt, um die Person am anderen Ende der Leitung darüber zu informieren: “won’t be coming home tonight, my generation will put it right” , während die Figur von Prince sich seine Zunge mit Senf und Ketchup bestreicht und zu essen versucht. Eine Karikatur des britischen Musikers Pete Townshend von The Who wird Gitarre spielend gezeigt, der seinen Daumen anerkennend hebt für die vermeintliche Erwähnung ihres Lieds My Generation.
Bei der Textstelle “we’re not just making promises” verfehlt der Knochen Mick Jagger und trifft die Musiker David Bowie und Bob Dylan. Reagan reitet den Monoclonius durch die Straßen und trägt dabei einen Cowboyhut und -Anzug (eine Referenz auf Reagans bodenständige Lebensweise auf dessen Ranch).
Kurz bevor das Video seinen Höhepunkt erreicht, gibt es periodisch Szenen von einem Chor aus Berühmtheiten wie Tina Turner, Michael Jackson, Madonna, Bill Cosby und Hulk Hogan, die zusammen im Stile des Lieds We Are the World singen, während Papst Johannes Paul II. die Gruppe auf einer E-Gitarre begleitet.
Am Ende des Videos erwacht Reagan aus seinem Albtraum und taucht aus seinem Schweiß auf, während Nancy bereits einen Schnorchel trägt. Nachdem er sich einen Drink ins Gesicht schüttet, fummelt er nach einem Knopf neben seinem Bett. Er will den Rufknopf für die Krankenschwester („nurse“) drücken, doch trifft versehentlich eine Taste mit der Aufschrift „nuke“, wodurch eine Kernwaffenexplosion gezündet wird. Reagan reagiert darauf mit den lakonischen Worten: “Man, that’s one heck of a nurse!” (deutsch: „Donnerwetter, na das ist mir mal 'ne Krankenschwester!“), woraufhin Nancy ihn mit einem Schnorchel prügelt.

## Mitwirkende
- Tony Banks – Keyboard
- Phil Collins – Gesang, Perkussion, Schlagzeug
- Mike Rutherford – E-Gitarre, Bassgitarre

## Liveauftritte
Genesis spielten das Lied auf den fünf Konzerttourneen Invisible Touch (1986–87), The Way We Walk, Calling All Stations (1997–1998 mit Ray Wilson als Sänger), Turn It On Again: The Tour (März–Oktober 2007) und The Last Domino? (September 2021–März 2022). Es erschien zudem auf den zwei Livealben The Way We Walk, Volume One: The Shorts und Live over Europe 2007 sowie auf den drei Live-Video-DVDs Live at Wembley Stadium (1.–4. Juli 1987), The Way We Walk – Live in Concert (2002) und When in Rome 2007 (14. Juli 2007).
Auch Rutherfords Gruppe Mike & the Mechanics führt das Lied regelmäßig bei ihren Konzerten auf. Gesungen wurde das Lied früher von Paul Young bzw. seit 2011 von Tim Howar.

## Singleausführungen
7": Virgin / GENS 3 (GB)
1. „Land of Confusion“ – 4:45
2. „Feeding the Fire“ – 5:54

7": Atlantic / 7-89336 (USA)
1. „Land of Confusion“ (LP Version) – 4:45
2. „Feeding the Fire“ – 5:54

12": Virgin / GENS 3–12 (GB)
1. „Land of Confusion“ (Extended Remix) – 6:55
2. „Land of Confusion“ – 4:45
3. „Feeding the Fire“ – 5:54

12": Virgin / 608 632-213 (Deutschland)
1. „Land of Confusion“ (Extended Remix) – 6:55
2. „Land of Confusion“ – 4:45
3. „Feeding the Fire“ – 5:54

CD: Virgin / SNEG 3–12 (GB)
1. „Land of Confusion“ – 4:45
2. „Land of Confusion“ (Extended Remix) – 6:55
3. „Feeding the Fire“ – 5:54
4. „Do the Neurotic“ – 7:08

## Rezeptionen

### Rezensionen
„Die Eindringlichkeit des marschierenden Stücks wird konterkariert durch das schlecht gealterte Spitting-Image-Video mit Hauptdarstellern wie Gorbatschow, Gaddafi und, äh, Prince. Der Song dreht sich um den Kalten Krieg, richtet sich gegen Reagans Atompolitik. Diverse Metal-Bands haben die quasi-militärische Härte des Stücks verstanden und es gecovert.“

“Although Hugh Padgham contends the album was made up of bits of jams, taped together, this sounds like a well conceived, complete entity. Drums rap out a staccato military tattoo while a synth bass keeps the mills of war grinding.”

Land of Confusion is the most rock oriented song on the first side built with Rutherford’s guitar riff and a synth bass arpeggio by Banks. The fine bridge section also brings this song closest to the classic Genesis of years earlier.

### Preise und Nominierungen
Bei den Grammy Awards 1988 gewann das Video in der Kategorie Bestes Konzept-Musikvideo (Best Concept Music Video). Das Musikvideo war auch bei den MTV Video Music Awards in der Kategorie Video of the Year nominiert, unterlag aber dem Video zu Sledgehammer des britischen Musikers Peter Gabriel, dem vorherigen Frontmann von Genesis.

### Nachwirkungen
Land of Confusion wurde in der letzten Episode (5×22, Letzter Auftrag / Freefall) der US-amerikanischen Fernsehserie Miami Vice (1984–1989), in der Phil Collins wiederholt kleinere Gastauftritte hatte, verwendet. Das Lied setzt mitten in einer Observierung der zwei Hauptcharaktere Sonny Crockett (Don Johnson) und Tubbs (Philip Michael Thomas) und dramatisiert die Vertracktheit der finalen Folge. Auch der Spielfilm American Psycho mit Christian Bale aus dem Jahr 2000 verwendet das Lied.

## Chartplatzierungen
Land of Confusion avancierte unter anderem in Deutschland (Rang 7), den Niederlanden der Schweiz (Rang 8), Neuseeland (Rang 9) oder auch Schweden (Rang 10) zum Top-10-Erfolg.
| ChartsChartplatzierungen       | Höchstplatzierung | Wochen/ Monate |
| ------------------------------ | ----------------- | -------------- |
| Deutschland (GfK)              | 7 (15 Wo.)        | 15 Wo.         |
| Österreich (Ö3)                | 27 (0,5 Mt.)      | 0,5 Mt.        |
| Schweiz (IFPI)                 | 8 (10 Wo.)        | 10 Wo.         |
| Vereinigte Staaten (Billboard) | 4 (21 Wo.)        | 21 Wo.         |
| Vereinigtes Königreich (OCC)   | 14 (12 Wo.)       | 12 Wo.         |

| ChartsJahrescharts (1987)      | Platzierung |
| ------------------------------ | ----------- |
| Deutschland (GfK)              | 57          |
| Vereinigte Staaten (Billboard) | 40          |

## Version von Disturbed

### Entstehung
Land of Confusion ist für Disturbed erst die zweite veröffentlichte Coverversion ihrer Karriere. Ihr Debütalbum The Sickness enthielt mit Shout 2000 eine Version des Liedes Shout von Tears for Fears. Eigentlich wollte die Band danach keine weiteren Coverversionen mehr aufnehmen. Für ihr drittes Studioalbum Ten Thousand Fists änderte die Band ihre Meinung. Den Vorschlag dazu machte der Gitarrist Dan Donegan. Laut dem Sänger David Draiman würde der „bissige und treffende“ Text von Land of Confusion gut zum Albumkonzept passen. Die Idee hinter dem Lied wäre laut Draiman, ein Lied zu nehmen, dass „absolut nichts mit uns zu tun hat und es dann zu unserem eigenen zu machen“. Disturbed änderten eine Textzeile während der Bridge. Während es im Original „And the sound of your laughter heißt“, lautet der Text in Disturbeds Version „In the wake of this madness“. 
In Zusammenarbeit mit Todd McFarlane wurde ein animiertes Musikvideo veröffentlicht. Laut McFarlane ist das Video „ein großer Blick auf die unternehmerische Welt und wie sie für ihn auf ein großes Biest verbunden ist“. Die Welt „läuft durch ein großes Ding, welches durch Gier und Lust angetrieben“ wäre. Disturbeds Version von Land of Confusion ist während des Abspanns des Films Bigger, Stronger, Faster zu hören.

### Chartplatzierungen
| ChartsChartplatzierungen     | Höchstplatzierung | Wochen |
| ---------------------------- | ----------------- | ------ |
| Vereinigtes Königreich (OCC) | 79 (1 Wo.)        | 1      |

### Auszeichnungen für Musikverkäufe
| Land/Region               | Auszeichnungen für Musikverkäufe (Land/Region, Auszeichnung, Verkäufe) | Verkäufe  |
| ------------------------- | ---------------------------------------------------------------------- | --------- |
| Australien (ARIA)         | Gold                                                                   | 35.000    |
| Kanada (MC)               | 4× Platin                                                              | 80.000    |
| Vereinigte Staaten (RIAA) | Platin                                                                 | 1.000.000 |
| Insgesamt                 | 1× Gold · 2× Platin ·                                                  | 1.135.000 |

## Weitere Coverversionen
Mehrere Bands der unterschiedlichsten Musikrichtungen haben Coverversionen von dem Lied veröffentlicht:
- Der ehemalige Genesis-Gitarrist Daryl Stuermer modifizierte das Lied in eine Smooth-Jazz-artige Version für sein Instrumental-Album Another Side of Genesis aus dem Jahr 2000.[31]
- Das Lied ist seit Entstehung auch Teil der Konzerte von Rutherfords Band Mike & the Mechanics. Früherer Sänger war Paul Young, jetzt wird das Lied von Tim Howar gesungen.
- Die schwedische Melodic-Death-Metal-Band In Flames coverte den Song für ihre 2003er EP Trigger.[32]
- Die schwedische Eurodance-Gruppe Alcazar adaptierte 2004 den Refrain für ihr Mashup This Is the World We Live In.
- Die kanadische Sängerin Nelly Furtado machte für ihre 2010er Mi Plan Tour aus dem Lied von Genesis und ihrer Single Powerless (Say What You Want) eine Mashup-Version.
- Die norwegische Popband Katzenjammer coverte 2011 den Song in einer ungewöhnlichen Instrumentierung für ihr Album A Kiss Before You Go. Das zu dem Cover gedrehte Musikvideo wurde im Mai 2012 auf CD/DVD veröffentlicht.
- Die deutsche Punkrockband Hard Attack coverte den Song 2003 für die fünfte Auflage der Punk Chartbusters-Reihe des Musiklabels Wolverine Records.